# 土屋仁応
土屋 仁応（つちや よしまさ、1977年 - ）は、日本の彫刻家。神奈川県横須賀市出身。
東京芸術大学美術学部彫刻科卒業後、同大学院美術研究科文化財保存学専攻にて仏教美術の古典技法と修復を学んだ。2007年に同専攻博士課程修了。その後仏教美術の技術を応用し、檜や樟を素材に水晶などの玉眼を施した木彫作品を発表。馬や羊などの実在の動物やユニコーンや麒麟、人魚などの幻獣をモチーフとした幻想的な作風であり、書籍装幀にも起用されている。

## 略歴
- 2007年 - ギャラリーイヴにて個展。
- 2008年 - 十和田市現代美術館 にて企画展示　「ワッと！どうぶつ　What? アート展」参加。
- 2009年 - 日本橋高島屋美術画廊Ｘにて個展『深井隆プロデュース　シリーズ　彫刻//新時代vol.3 土屋仁応展』開催。MEGUMI OGITA GALLERYにて個展『夢をたべる獏が夢みる夢』開催。
- 2010年 - 北海道立近代美術館にて特別展　「創造と回帰　現代木彫の潮流」参加。
- 2011年 - MEGUMI OGITA GALLERYにて個展『私的な神話』開催。
- 2011年 - 横須賀美術館にて 企画展 「集まれ！おもしろどうぶつ展」参加。
- 2012年 - MEGUMI OGITA GALLERYにて個展『聞耳の森』開催。

## 作品集
- 聞耳の森（求龍堂、2012年）

## 装幀
- 星野智幸『アルカロイド・ラヴァーズ』（新潮社、2005年）
- 星新一『イヴ叢書X　月の光』（ギャラリーイヴ、2007年、造本 白井敬尚）
- 星野智幸『無間道』（集英社、2007年）
- 今村夏子『こちらあみ子』（筑摩書房、2011年）
- 小川洋子『人質の朗読会』（中央公論新社、2011年）
- 村田喜代子『この世ランドの眺め』（弦書房、2011年）
- 山折哲雄『絆　いま、生きるあなたへ』（ポプラ社、2011年）